# Miss Tierra 2018
Miss Tierra 2018 fue la 18.ª edición del certamen Miss Tierra correspondiente al año 2018. Se realizó el 3 de noviembre en Pásay, Filipinas. Candidatas de 87 países de diferentes partes del mundo compitieron por el título. Al final del concurso, Karen Ibasco, Miss Tierra 2017 de Filipinas coronó a Nguyễn Phương Khánh de Vietnam como su sucesora.

## Resultados
| Resultados finales        | Candidata |
| ------------------------- | --- |
| Miss Tierra 2018          | - Vietnam - Nguyễn Phương Khánh |
| Miss Tierra - Aire        | - Austria - Melanie Mader |
| Miss Tierra - Agua        | - Colombia - Valeria Ayos |
| Miss Tierra - Fuego       | - México - Melissa Flores |
| Finalistas (Top 8)        | - Filipinas - Celeste Cortesi - Italia - Sofia Pavan - Portugal - Telma Madeira - Venezuela - Diana Silva                                                    |
| Semifinalistas (Top 12)   | - Chile - Antonia Figueroa - Eslovenia - Daniela Burjan - Países Bajos - Margaretha De Jong - Sudáfrica - Margo Fargo                                        |
| Cuartofinalistas (Top 18) | - Brasil - Sayonara Veras - Ghana - Belvy Naa Ofori - Japón - Mio Tanaka - Montenegro - Katarina Šećković - Nepal - Priya Sigdel § - Rumania - Denisse Andor |

§ – Ganadoras de los premios Eco-Video (Nepal) y Eco-Social Media (México), y por tal motivo obtuvieron el pase directo al Top 18.
Nota:

### Orden de clasificación
| Top 18       | Top 12       | Top 8     | Top 4    |
| ------------ | ------------ | --------- | -------- |
| Países Bajos | México       | Colombia  | Colombia |
| Chile        | Venezuela    | Filipinas | México   |
| Rumania      | Chile        | Italia    | Austria  |
| Brasil       | Países Bajos | Portugal  | Vietnam  |
| Japón        | Colombia     | Venezuela |          |
| Portugal     | Italia       | Austria   |          |
| Eslovenia    | Sudáfrica    | Vietnam   |          |
| Sudáfrica    | Filipinas    | México    |          |
| Italia       | Portugal     |           |          |
| Filipinas    | Austria      |           |          |
| Ghana        | Eslovenia    |           |          |
| Colombia     | Vietnam      |           |          |
| Vietnam      |              |           |          |
| Montenegro   |              |           |          |
| Venezuela    |              |           |          |
| Austria      |              |           |          |
| Nepal        |              |           |          |
| México       |              |           |          |

## Historia

### Sede
El 26 de julio de 2018 se anunció a través de las redes sociales de la Organización Miss Tierra que el evento sería realizado nuevamente en Filipinas desde el 6 de octubre al 3 de noviembre. La gala final se llevó a cabo en el Mall of Asia Arena en la ciudad de Pásay por tercer año consecutivo.

## Áreas de competencia

### Final
La gala final fue transmitida en vivo a más de 150 países y territorios desde el Mall of Asia Arena en Manila (Filipinas) el 3 de noviembre de 2018. Estuvo conducida por James Deakin.
El grupo de 18 cuartofinalistas fue dado a conocer durante la competencia final, de las cuales 16 chicas fueron seleccionadas por un jurado preliminar y la Organización Miss Tierra, quienes eligieron a las concursantes que más destacaron en las tres áreas de competencia durante la etapa preliminar. Las otras dos fueron las ganadores de los premios Eco-Video y Eco-Social Media, respectivamente; premios que fueron anunciados el día 20 de octubre de 2018 y que permitirían a las ganadoras el pase directo al grupo de cuartofinalistas. Las dos ganadoras de estos premios fueron reveladas durante la gala final, y ambas fueron seleccionadas por el panel de jueces preliminares y por votos a través de las redes sociales.
Estas 18 cuartofinalistas fueron evaluadas por un jurado final:
- Las 18 cuartofinalistas desfilaron en una ronda en traje de baño, donde seis de ellas salieron de la competencia.
- De las 12 semifinalistas que continuaron, 8 fueron elegidas para dar un leve discurso relacionado con ciertos temas (plasmados en etiquetas o hashtags) que sacaron al azar de un bol; las chicas que no fueron elegidas para dar el discurso fueron eliminadas de la competencia.
- De las 8 finalistas, ya en traje de gala, 4 fueron elegidas para someterse a una misma pregunta final, la cual determinó las titulares de los elementos Fuego, Agua, Aire, y la eventual ganadora, Miss Tierra 2018.

###### Jurado final
Los miembros del jurado que evaluaron a las candidatas y eligieron a Miss Tierra 2018 fueron:
- Wilbert Ting Tolentino, influenciador LGBTQ+, presidente de la Asociación Webmasters de Filipinas y Mr. Gay Mundo Philippines 2009.
- Jacky Fan Zhonglin, joven empresario, filántropo, organizador del concurso de belleza y presidente de Yang Gui Group Philippines.
- Daniele Ponzi, jefe de Environment Thematic Group y exespecialista líder en Medio Ambiente del Banco Asiático de Desarrollo.
- Dr. Cristy Wo, emprendedor famoso y fundador de Flower Goddess Incorporated en Filipinas.
- Emilio Aquino, presidente de la Comisión de Bolsa y Valores (Filipinas).
- Lorraine Schuck, vicepresidenta ejecutiva de Carousel Productions y fundadora de Miss Tierra.
- José Mari Abacan, primer vicepresidente de Gestión de Programas de GMA Network Philippines.
- Linh San, diseñadora de moda internacional de Vietnam.
- Tram Luu, Mrs. Universe 2017 de Estados Unidos.

## Relevancia histórica del concurso

### Resultados
- Vietnam gana por primera vez el título.
- Colombia clasifica por tercer año consecutivo al cuadro de ganadoras.
- México clasifica al cuadro de ganadoras, el cual, no obtenía desde 2008.
- Austria obtiene por segunda vez el título de Miss Aire. La primera vez fue en el año 2013.
- Los tres elementos no ganadores tienen el mismo peso, por lo cual, Austria, Colombia y Mexico podrían obtener la corona en caso de que la ganadora falte.
- Venezuela clasifica por decimocuarto año consecutivo.
- Colombia clasifica por quinto año consecutivo.
- Vietnam clasifica por tercer año consecutivo.
- Filipinas clasifica por segundo año consecutivo.
- Después de ganar en 2017, Filipinas queda sólo en el top 8.
- México obtiene el premio eco-media por primera vez.
- México, Italia y  Brasil clasificaron por última vez en 2016
- Austria y Chile clasificaron por última vez en 2015.
- Portugal clasificó por última vez en 2011.
- Estados Unidos rompe racha de clasificaciones que tenía desde el 2011.
- Montenegro clasifica por primera vez y en su debut en el concurso.

## Medallero de Miss Tierra 2018
| Ranking | Delegada             | Oro | Plata | Bronce | Total |
| ------- | -------------------- | --- | ----- | ------ | ----- |
| 1       | México               | 3   | 0     | 0      | 3     |
| 2       | Vietnam              | 2   | 1     | 0      | 3     |
| 3       | Eslovenia            | 2   | 0     | 1      | 3     |
| 4       | Venezuela            | 2   | 0     | 0      | 2     |
| 5       | Filipinas            | 1   | 2     | 1      | 4     |
| 6       | Tailandia            | 1   | 1     | 1      | 3     |
| 7-8     | Guyana               | 1   | 1     | 0      | 2     |
| 7-8     | Portugal             | 1   | 1     | 0      | 2     |
| 9       | España               | 1   | 0     | 2      | 3     |
| 10-14   | Austria              | 1   | 0     | 0      | 1     |
| 10-14   | Rusia                | 1   | 0     | 0      | 1     |
| 10-14   | Serbia               | 1   | 0     | 0      | 1     |
| 10-14   | Sierra Leona         | 1   | 0     | 0      | 1     |
| 15      | República Dominicana | 0   | 2     | 0      | 2     |
| 16      | Italia               | 0   | 1     | 2      | 3     |
| 17-25   | Colombia             | 0   | 1     | 0      | 1     |
| 17-25   | Crimea               | 0   | 1     | 0      | 1     |
| 17-25   | Ecuador              | 0   | 1     | 0      | 1     |
| 17-25   | Nepal                | 0   | 1     | 0      | 1     |
| 17-25   | Países Bajos         | 0   | 1     | 0      | 1     |
| 17-25   | Irlanda del Norte    | 0   | 1     | 0      | 1     |
| 17-25   | Panamá               | 0   | 1     | 0      | 1     |
| 17-25   | Trinidad y Tobago    | 0   | 1     | 0      | 1     |
| 17-25   | Zambia               | 0   | 1     | 0      | 1     |
| 26-27   | Bosnia y Herzegovina | 0   | 0     | 2      | 2     |
| 26-27   | Perú                 | 0   | 0     | 2      | 2     |
| 28-35   | Chile                | 0   | 0     | 1      | 1     |
| 28-35   | China                | 0   | 0     | 1      | 1     |
| 28-35   | Guatemala            | 0   | 0     | 1      | 1     |
| 28-35   | India                | 0   | 0     | 1      | 1     |
| 28-35   | Montenegro           | 0   | 0     | 1      | 1     |
| 28-35   | Nigeria              | 0   | 0     | 1      | 1     |
| 28-35   | Puerto Rico          | 0   | 0     | 1      | 1     |
| 28-35   | Rumania              | 0   | 0     | 1      | 1     |

## Eventos y actividades del concurso

### Concurso de Traje Nacional
| Resultado                   | Candidata                             |
| África                      | África                                |
| --------------------------- | ------------------------------------- |
| Medalla de oro              | - Sierra Leona - Alma Nancy Sesay     |
| Medalla de plata            | - Zambia - Margret Konie              |
| Medalla de bronce           | - Nigeria - Maristella Okpala         |
| América del Norte y Central |                                       |
| Medalla de oro              | - México - Melissa Flores             |
| Medalla de plata            | - Panamá - Diana Lemos                |
| Medalla de bronce           | - Guatemala - Lisa Hayet              |
| Asia y Oceanía              |                                       |
| Medalla de oro              | - Vietnam - Nguyễn Phương Khánh       |
| Medalla de plata            | - Tailandia - Nirada Chetsadapriyakun |
| Medalla de bronce           | - Filipinas - Celeste Cortesi         |
| Europa Central              |                                       |
| Medalla de oro              | - España - Carolina Jane              |
| Medalla de plata            | - Portugal - Telma Madeira            |
| Medalla de bronce           | - Italia - Sofia Pavan                |
| Europa del Este             |                                       |
| Medalla de oro              | - Serbia - Nina Jovanović             |
| Medalla de plata            | - Crimea - Ksenia Sarina              |
| Medalla de bronce           | - Montenegro - Katarina Šećković      |
| Sudamérica                  |                                       |
| Medalla de oro              | - Guyana - Xamiera Kippins            |
| Medalla de plata            | - Ecuador - Diana Valdivieso          |
| Medalla de bronce           | - Perú - Jessica Russo                |

### Concurso de Traje de Noche
| Resultado         | Candidata                                      |
| Grupo de Aire     | Grupo de Aire                                  |
| ----------------- | ---------------------------------------------- |
| Medalla de oro    | - Eslovenia - Danijela Burjan                  |
| Medalla de plata  | - Filipinas - Celeste Cortesi                  |
| Medalla de bronce | - Perú - Jessica Russo                         |
| Grupo de Agua     |                                                |
| Medalla de oro    | - Vietnam - Nguyễn Phương Khánh                |
| Medalla de plata  | - Italia - Sofia Pavan                         |
| Medalla de bronce | - China - Yameng Guo                           |
| Grupo de Fuego    |                                                |
| Medalla de oro    | - Tailandia - Nirada Chetsadapriyakun          |
| Medalla de plata  | - República Dominicana - Gabriela Franceschini |
| Medalla de bronce | - Rumania - Denisse Andor                      |

### Concurso de Traje de Baño
| Resultado         | Candidata                                      |
| Grupo de Aire     | Grupo de Aire                                  |
| ----------------- | ---------------------------------------------- |
| Medalla de oro    | - Portugal - Telma Madeira                     |
| Medalla de plata  | - Filipinas - Celeste Cortesi                  |
| Medalla de bronce | - Eslovenia - Danijela Burjan                  |
| Grupo de Agua     |                                                |
| Medalla de oro    | - México - Melissa Flores                      |
| Medalla de plata  | - Vietnam - Nguyễn Phương Khánh                |
| Medalla de bronce | - Bosnia y Herzegovina - Nađa Pepić            |
| Grupo de Fuego    |                                                |
| Medalla de oro    | - Venezuela - Diana Silva                      |
| Medalla de plata  | - República Dominicana - Gabriela Franceschini |
| Medalla de bronce | - España - Carolina Jane                       |

### Concurso de Ropa de Turístico
| Resultado         | Candidata                                                  |
| Grupo de Aire     | Grupo de Aire                                              |
| ----------------- | ---------------------------------------------------------- |
| Medalla de oro    | - Filipinas - Celeste Cortesi                              |
| Medalla de plata  | - Colombia - Valeria Ayos                                  |
| Medalla de bronce | - India - Nishi Bhardwaj                                   |
| Grupo de Agua     |                                                            |
| Medalla de oro    | - México - Melissa Flores                                  |
| Medalla de plata  | - Irlanda del Norte - Christie van Schalkwyk               |
| Medalla de bronce | - Bosnia y Herzegovina - Nađa Pepić - Italia - Sofia Pavan |
| Grupo de Fuego    |                                                            |
| Medalla de oro    | - Venezuela - Diana Silva                                  |
| Medalla de plata  | - Países Bajos - Margaretha De Jong                        |
| Medalla de bronce | - España - Carolina Jane                                   |

### Concurso de Talento
| Resultado         | Candidata                                   |
| Grupo de Aire     | Grupo de Aire                               |
| ----------------- | ------------------------------------------- |
| Medalla de oro    | - Eslovenia - Danijela Burjan               |
| Medalla de plata  | - Trinidad y Tobago - Afeya Aneisha Jeffrey |
| Medalla de bronce | - Chile - Antonia Alvarado                  |
| Grupo de Agua     |                                             |
| Medalla de oro    | - Austria - Melanie Sun Mader               |
| Medalla de plata  | - Guyana - Xamiera Kippins                  |
| Medalla de bronce | - Puerto Rico - Krystal Xamairy             |
| Grupo de Fuego    |                                             |
| Medalla de oro    | - Rusia Daria Kartyshova                    |
| Medalla de plata  | - Nepal Priya Sigdel                        |
| Medalla de bronce | - Tailandia Nirada Chetsadapriyakun         |

### Premios especiales
| Premio                                           | Delegada                                                                               |
| ------------------------------------------------ | -------------------------------------------------------------------------------------- |
| Darling of the Press                             | - Guam - Emma Sheedy                                                                   |
| Goddess of Albay - 1st Runner-up - 2nd Runner-up | - Portugal - Telma Madeira - Filipinas - Celeste Cortesi - Eslovenia - Danijela Burjan |
| Best in Terno - 1st Runner-up - 2nd Runner-up    | - Portugal - Telma Madeira - Filipinas - Celeste Cortesi - Perú - Jessica Russo        |

| Premio                                | Delegada                                       |
| ------------------------------------- | ---------------------------------------------- |
| Miss Lily's Touch Palawan Enterprises | - Ecuador - Diana Valdiviezo                   |
| Goddess of Albay                      | - Portugal - Telma Madeira                     |
| Best in Terno                         | - Portugal - Telma Madeira                     |
| Darling of the Press                  | - Guam - Emma Sheedy                           |
| People's Choice City Ambassadress     | - Canadá - Jaime Vandenberg                    |
| Forever Living Ambassadress           | - Ghana- Belvy Naa                             |
| Facial Cleanse Ambassadress           | - Guam - Emma Sheedy                           |
| Miss Brisa Marina                     | - República Dominicana - Gabriela Franceschini |
| Miss Ever Bilena                      | - Indonesia - Ratu Vashti Annisa               |
| Miss Earth JACMII                     | - México - Melissa Flores                      |
| Miss Lumiere Spa                      | - España - Carolina Jane                       |
| Miss Pontefino Estates                | - Brasil - Sayonara Veras                      |
| Miss Pontefino Hotel                  | - Puerto Rico - Krystal Xamairy                |
| Miss Robig Builders                   | - Vietnam - Nguyễn Phương Khánh                |
| DV Boer Ambassadress                  | - Nepal - Priya Sigdel                         |

- 29 de octubre de 2018 : FIGURE and FORM Preliminary Judging (Century Park Hotel)
- 1 de noviembre de 2018 : INTELLIGENCE and ENVIRONMENTAL AWARENESS Preliminary Judging (Diamond Hotel)
- 3 de noviembre de 2018 : MISS TIERRA 2018 FINAL

## Candidatas
87 candidatas compiten por el título de Miss Earth 2018
(En la lista se utiliza su nombre completo, los sobrenombres van entrecomillados y los apellidos utilizados como nombre artístico, entre paréntesis; fuera de ella se utilizan sus nombres «artísticos» o simplificados).
| País/Territorio      | Candidata                                | Edad | Residencia                 | Grupo |
| -------------------- | ---------------------------------------- | ---- | -------------------------- | ----- |
| Alemania             | Maren Tschinkel                          | 20   | Ravensburg                 | Fuego |
| Argentina            | Dolores Cardoso Pérez                    | 21   | Arrecifes                  | Fuego |
| Armenia              | Sona Danielyan                           | 22   | Ereván                     | Fuego |
| Australia            | Monique Charlotte Shippen                | 25   | Sídney                     | Agua  |
| Austria              | Melanie Sun Mader                        | 26   | Viena                      | Agua  |
| Bahamas              | Samia Lauryn McClain                     | 18   | Nasáu                      | Agua  |
| Bélgica              | Faye Bulcke                              | 20   | Zonnebeke                  | Aire  |
| Belice               | Renae Sherese Martínez                   | 20   | Belmopán                   | Aire  |
| Bielorrusia          | Anastasia Sergeevna Schipanova           | 26   | Minsk                      | Aire  |
| Bolivia              | Karen Jennifer Quispe Nava               | 20   | Bermejo                    | Fuego |
| Bosnia y Herzegovina | Nađa Pepić                               | 18   | Bania Luka                 | Agua  |
| Brasil               | Sayonara Alves Vera de Araújo            | 25   | Olinda                     | Agua  |
| Camboya              | Keo Senglyhour                           | 19   | Phnom Penh                 | Agua  |
| Camerún              | Audrey Nabila Monkam                     | 23   | Tiko                       | Aire  |
| Chile                | Antonia Cristal Figueroa Alvarado        | 23   | Coquimbo                   | Aire  |
| China                | Guo Yameng                               | 23   | Beijing                    | Agua  |
| Chipre               | María Armenáki                           | 18   | Ayia Napa                  | Agua  |
| Colombia             | Valeria María Ayos Bossa                 | 23   | Isla de San Andrés         | Aire  |
| Corea                | Su-hyun Song                             | 25   | Daegu                      | Fuego |
| Costa Rica           | Arianna Medrano Quesada                  | 18   | Puntarenas                 | Aire  |
| Crimea               | Ksenia Sarina Sarinovskaya               | 26   | Simferópol                 | Aire  |
| Croacia              | Michelle Korenić                         | 18   | Zagreb                     | Agua  |
| Cuba                 | Mónica Aguilar Medina                    | 18   | Camagüey                   | Aire  |
| Curazao              | Alexandra Atalita                        | 24   | Willemstad                 | Fuego |
| Dinamarca            | Kamilla Bang Christensen                 | 19   | Horsens                    | Fuego |
| Ecuador              | Diana Nicole Valdivieso Ortiz            | 20   | Portoviejo                 | Agua  |
| Egipto               | Lamia Fathi Hassan                       | 21   | El Cairo                   | Agua  |
| Eslovenia            | Danijela Burjan                          | 23   | Zreče                      | Aire  |
| España               | Francelis Carolina Del Valle Jane Rendón | 21   | Madrid                     | Fuego |
| Estados Unidos       | Yashvi Aware                             | 25   | Frederick                  | Fuego |
| Filipinas            | Silvia Celeste Rabimbi Cortesi           | 20   | Pásay                      | Aire  |
| Francia              | Allison Dernard                          | 24   | Marsella                   | Aire  |
| Ghana                | Belvy Naa Teide Ofori                    | 25   | Acra                       | Aire  |
| Grecia               | Chrysa Androutsopoulou                   | 24   | Patras                     | Fuego |
| Guadalupe            | Orlane Fanny Chloe Dorocant              | 20   | Gourbeyre                  | Agua  |
| Guam                 | Emma Mae Sheedy                          | 18   | Yigo                       | Aire  |
| Guatemala            | Lisa Hayet Francisca Castillo            | 25   | Mixco                      | Agua  |
| Guyana               | Xamiera Petra Kippins                    | 23   | Georgetown                 | Agua  |
| Haití                | Falance Benjamin                         | 26   | Puerto Príncipe            | Aire  |
| Honduras             | Diana Gabriela Palma Ayala               | 21   | Danlí                      | Fuego |
| Hungría              | Réka Lukács                              | 24   | Budapest                   | Aire  |
| India                | Nishi Bhardwaj                           | 23   | Nueva Delhi                | Aire  |
| Indonesia            | Ratu Vashti Annisa                       | 23   | Yakarta                    | Agua  |
| Inglaterra           | Abbey-Anne Gyles-Brown                   | 20   | Northamptonshire           | Aire  |
| Irlanda              | Sarah Carr                               | 24   | Donegal                    | Aire  |
| Irlanda del Norte    | Christie van Schalkwyk                   | 24   | Carrickfergus              | Agua  |
| Israel               | Dana Zreik                               | 21   | Olesh                      | Agua  |
| Italia               | Sofia Pavan                              | 19   | Padua                      | Agua  |
| Japón                | Mio Tanaka                               | 24   | Kanazawa                   | Aire  |
| Liberia              | Joicet Jartu Foday                       | 23   | Monrovia                   | Agua  |
| Malasia              | Jasmine Yeo Suk Peng                     | 21   | Kuching                    | Fuego |
| Malta                | Yanika Azzopardi                         | 24   | Mosta                      | Agua  |
| Mauricio             | Kirty Sujeewon                           | 26   | Fond du Sac                | Aire  |
| México               | Melissa Flores Godínez                   | 20   | Venustiano Carranza        | Agua  |
| Moldavia             | Dumitrița Izbișciuc                      | 18   | Chisináu                   | Aire  |
| Montenegro           | Katarina Šećković                        | 24   | Bijelo Polje               | Fuego |
| Myanmar              | Chaw Yupar Thet                          | 24   | Rangún                     | Aire  |
| Nepal                | Priya Sigdel                             | 23   | Katmandú                   | Fuego |
| Nigeria              | Maristella Chidiogo Okpala               | 25   | Enugu                      | Fuego |
| Nueva Zelanda        | Jzayla Marcya Hughey                     | 22   | North Shore                | Agua  |
| Países Bajos         | Margaretha Emma de Jong                  | 21   | Frisia                     | Fuego |
| Panamá               | Diana Lemos Lee                          | 19   | Isla San José              | Fuego |
| Paraguay             | Larissa Soledad Domínguez Morel          | 22   | Pedro Juan Caballero       | Agua  |
| Perú                 | Jessica Nathaly Russo Cárdenas           | 22   | Lima                       | Aire  |
| Polonia              | Aleksandra Grysz                         | 22   | Iława                      | Fuego |
| Portugal             | Telma Filipa Ramos Madeira               | 18   | Póvoa de Varzim            | Aire  |
| Puerto Rico          | Krystal Xamairy Rivera Barrios           | 18   | Arecibo                    | Agua  |
| República Checa      | Tereza Křivánková                        | 23   | Praga                      | Fuego |
| República Dominicana | Gabriela María Franceschini Faneyte      | 19   | Santo Domingo              | Fuego |
| Reunión              | Alexia Cassandre Aupin                   | 18   | Saint-Joseph               | Agua  |
| Ruanda               | Anastasie Umutoniwase                    | 18   | Kigali                     | Fuego |
| Rumania              | Denisse Vivienne Andor                   | 23   | Bistrița                   | Fuego |
| Rusia                | Daria Kartyshova                         | 23   | Nizhni Nóvgorod            | Fuego |
| Samoa                | Rebecca Sang-Yum                         | 20   | Apia                       | Aire  |
| Serbia               | Nina Jovanović                           | 18   | Požarevac                  | Agua  |
| Sierra Leona         | Alma Nancy Sesay                         | 23   | Distrito de Port Loko      | Fuego |
| Singapur             | Ye Xuan «Kara» Dong                      | 23   | Ciudad de Singapur         | Fuego |
| Sri Lanka            | Nathasha Fernando                        | 21   | Colombo                    | Agua  |
| Sudáfrica            | Margo Kimberly Fargo                     | 25   | Bloemfontein               | Fuego |
| Suecia               | Yasmine Michelle Mindru                  | 19   | Gotemburgo                 | Fuego |
| Tailandia            | Nirada Chetsadapriyakun                  | 25   | Provincia de Amnat Charoen | Fuego |
| Tonga                | Maria Otulao Aholelei Jonesse            | 21   | Nukualofa                  | Agua  |
| Trinidad y Tobago    | Afeya Aneisha Jeffrey                    | 26   | Point Fortin               | Aire  |
| Ucrania              | Anastasiia Valeryevna Kryvokhyzha        | 23   | Kiev                       | Agua  |
| Venezuela            | Diana Carolina Silva Francisco           | 20   | Caracas                    | Fuego |
| Vietnam              | Nguyễn Phương Khánh                      | 23   | Bến Tre                    | Agua  |
| Zambia               | Margret Zöey Naledi Konie                | 22   | Lusaka                     | Aire  |

## Datos acerca de las candidatas
- Algunas de las candidatas del Miss Tierra 2018 han participado, o partciparán, en otros certámenes internacionales de importancia:
  - Sona Danielyan (Armenia) no clasificó en Miss Asia Pacifico Internacional 2018.
  - Xamiera Kippins (Guyana) ganó el concurso regional Miss Black San International Queen 2017.
  - Diana Silva (Venezuela) ganó el Miss City Tourism World 2017 y representará a su país en Miss Universo 2023.
  - Margaretha Emma de Jong (Países Bajos) no clasificó en Miss Grand Internacional 2019.
  - Maren Tschinkel (Alemania) no clasificó en Top Model of the World 2017.
  - Antonia Figueroa (Chile) participó en Miss Mundo 2016. Pese a ser favorita en esa edición, no logró entrar a semifinales. Fue top 10 en la competencia de Talentos. Actualmente es una de las competidoras del docureality MasterChef Chile, en su temporada 4.  También participó en Miss Universo 2021 sin lograr figurar.
  - Yanika Azzopardi (Malta) fue una de las Top 5 finalistas y Mejor Traje Nacional en Miss Grand Mar Universo 2016.
  - Melissa Flores (México) representará a su país en Miss Universo 2023.
  - Valeria Ayos (Colombia) fue una de las Top 5 finalistas en Miss Universo 2021
  - Renae Martinez (Belice) no clasificó en Miss Mundo 2017.
  - Dolores Cardoso (Argentina) no clasificó en Reinado Internacional del Café 2018.
  - Celeste Cortesi (Filipinas) y Telma Ramos (Portugal) participaron en Miss Universo 2022. La primera participó sin éxito, mientras que la segunda fue semifinalista.
  - Larissa Domínguez (Paraguay) ganó el Miss Tourism América 2014.
- Algunas de las candidatas nacieron o viven en otro país al que representarán, o bien, tienen un origen étnico distinto:
  - Monique Shippen (Australia) es de ascendencia inglesa y filipina.
  - Melanie Mader (Austria) nació y creció en Austria y es filipina en su lado materno y concursó en Miss Philippines Earth 2016 y conquistó el título de Miss Philippines Eco-Tourism. Pero, con la renuncia de las dos primeras colocadas, Melanie fue promovida a Miss Philippines Water.
  - Sayonara Veras (Brasil) es de ascendencia japonesa y indígena
  - Carolina Jane (España) nació y creció en Venezuela. Posee nacionalidad venezolana y española.
  - Celeste Cortesi (Filipinas) nació y creció en Italia y es filipina en su lado materno.
  - Christie van Schalkwyk (Irlanda del Norte) es de ascendencia sudafricana.
  - Jzayla Hughey (Nueva Zelanda) es de ascendencia africana.
  - Jessica Russo (Perú) nació y creció en Venezuela. Posee nacionalidad venezolana y peruana.
- Otros datos relevantes sobre las candidatas:
  - Emma Sheedy (Guam) es miembro del equipo nacional de atletismo de Guam, coeditor del programa VIBE de Pacific Daily News y periodista de Guam Sports Network.[91]
  - Priya Sigdel (Nepal) es el presidente de la junta directiva de organización Hatti Hatti Nepal y coordinador nacional de la Bangladesh-Nepal Youth Convention 2017.[92][93]
  - Jzayla Hughey (Nueva Zelanda) es una actriz de cortometrajes.[94]
  - Daria Kartyshova (Rusia) es una bailarina de salón profesional que ha competido en competiciones internacionales en 14 países.[95]

## Sobre los países en Miss Tierra 2018

### Naciones debutantes
- Montenegro participó por primera vez en el certamen.

### Naciones ausentes
- Angola, Canadá, China Taipéi, Etiopía, Gales, Islas Cook, Islas Vírgenes de los Estados Unidos, Kirguistán, Líbano, Mongolia, Pakistán y Uganda no participaron en esta edición del certamen.
- Suiza anunció la participación de Carolina Frías, pero por razones desconocidas no se presentó en la competencia.[96] Ella participó en el Face of Beauty International 2016 donde no logró figurar.[97]

### Naciones que regresaron a la competencia
- Liberia que participó por última vez en 2008.
- Cuba y Grecia que participaron por última vez en 2009.
- Curazao y Guyana que participaron por última vez en 2014.
- Alemania, Armenia, Egipto, Irlanda y Trinidad y Tobago que participaron por última vez en 2015.
- Guam, Haití, Rumanía y Sudáfrica que participaron por última vez en 2016.